# Liangping
Liangpíng (en chino: 梁平县). Es un condado bajo la administración del municipio de Chongqing, en el centro de la República Popular China. Se ubica a 30°40′27″N y 107°48′08″E. Su área es de 1890 km² y su población en 2006 880.000.

## Administración
La ciudad-condado de Liangpíng se divide en 25 poblados,8 villas ,28 juntas y 664 pueblos.

### Poblados
Liángshān zhèn, hé xìng zhèn, rén xián zhèn, jīn dài zhèn, jù kuí zhèn, lǐràng zhèn, míngdá zhèn, lóngmén zhèn, xīnshèng zhèn, wénhuà zhèn, píng jǐn zhèn, huí lóng zhèn, yīn píng zhèn, yúnlóng zhèn, hé Lín zhèn, yuán yì zhèn, bì shān zhèn, hǔ chéngzhèn, zhúshān zhèn, qīxīng zhèn, fú lù zhèn, shí ān zhèn, bǎi jiā zhèn, dàguān zhèn, pán lóng zhèn.

### Villas
Chéngběi xiāng, fù píng xiāng, chéng dōngxiāng, ān shèng xiāng, tiě mén xiāng, lóng shèng xiāng, qū shuǐxiāng, zǐ zhào xiāng.

## Clima
Liangpíng tiene un monzón influenciado por el clima húmedo subtropical, con cuatro estaciones bien diferenciadas: los inviernos son cortos y secos, mientras que el verano es largo caliente y húmedo. La temperatura media en enero es de 5 °C y en julio es de 27 °C y agosto el más caliente. Alrededor del 70 % de la precipitación cae de mayo a septiembre.
| Parámetros climáticos promedio de Liangpíng (1971−2000) | Parámetros climáticos promedio de Liangpíng (1971−2000) | Parámetros climáticos promedio de Liangpíng (1971−2000) | Parámetros climáticos promedio de Liangpíng (1971−2000) | Parámetros climáticos promedio de Liangpíng (1971−2000) | Parámetros climáticos promedio de Liangpíng (1971−2000) | Parámetros climáticos promedio de Liangpíng (1971−2000) | Parámetros climáticos promedio de Liangpíng (1971−2000) | Parámetros climáticos promedio de Liangpíng (1971−2000) | Parámetros climáticos promedio de Liangpíng (1971−2000) | Parámetros climáticos promedio de Liangpíng (1971−2000) | Parámetros climáticos promedio de Liangpíng (1971−2000) | Parámetros climáticos promedio de Liangpíng (1971−2000) | Parámetros climáticos promedio de Liangpíng (1971−2000) |
| Mes                                                     | Ene.                                                    | Feb.                                                    | Mar.                                                    | Abr.                                                    | May.                                                    | Jun.                                                    | Jul.                                                    | Ago.                                                    | Sep.                                                    | Oct.                                                    | Nov.                                                    | Dic.                                                    | Anual                                                   |
| ------------------------------------------------------- | ------------------------------------------------------- | ------------------------------------------------------- | ------------------------------------------------------- | ------------------------------------------------------- | ------------------------------------------------------- | ------------------------------------------------------- | ------------------------------------------------------- | ------------------------------------------------------- | ------------------------------------------------------- | ------------------------------------------------------- | ------------------------------------------------------- | ------------------------------------------------------- | ------------------------------------------------------- |
| Temp. máx. media (°C)                                   | 8.6                                                     | 10.8                                                    | 15.3                                                    | 21.3                                                    | 25.6                                                    | 28.1                                                    | 31.4                                                    | 32.1                                                    | 26.6                                                    | 21.0                                                    | 15.7                                                    | 10.2                                                    | 20.6                                                    |
| Temp. mín. media (°C)                                   | 3.3                                                     | 4.8                                                     | 8.3                                                     | 13.1                                                    | 17.3                                                    | 20.4                                                    | 23.0                                                    | 22.6                                                    | 19.1                                                    | 14.4                                                    | 9.6                                                     | 5.0                                                     | 13.4                                                    |
| Precipitación total (mm)                                | 17.8                                                    | 17.8                                                    | 49.4                                                    | 109.4                                                   | 163.3                                                   | 205.2                                                   | 211.8                                                   | 153.1                                                   | 179.1                                                   | 109.1                                                   | 52.1                                                    | 23.6                                                    | 1291.7                                                  |
| Días de precipitaciones (≥ 0.1 mm)                      | 9.6                                                     | 9.2                                                     | 12.3                                                    | 14.7                                                    | 15.7                                                    | 15.5                                                    | 13.1                                                    | 11.5                                                    | 14.1                                                    | 14.3                                                    | 11.6                                                    | 10.2                                                    | 151.8                                                   |
| Fuente: Weather China                                   |                                                         |                                                         |                                                         |                                                         |                                                         |                                                         |                                                         |                                                         |                                                         |                                                         |                                                         |                                                         |                                                         |